# Jardin de San Julian
Jardin de San Julian – jednostka osadnicza w Stanach Zjednoczonych, w stanie Teksas, w hrabstwie Starr.